# Arbutus × andrachnoides
Arbutus × andrachnoides és un híbrid natural entre Arbutus andrachne i Arbutus unedo, amb caràcters intermedis entre les dues espècies.

## Descripció
Arbutus × andrachnoides és un arbre perennifoli que pot arribar a fer 13 m d'alçada i la seva escorça és de color vermell viu o ataronjada amb fissures verticals i escates fosques que en caure deixen àrees castany-ataronjades. Les fulles són serrades, ovades, de revers glauc. Les flors són blanquinoses, urceolades, disposades en panícules terminals. El fruit globós, poc rugós, de 2 cm de diàmetre.

## Distribució
Arbutus × andrachnoides creix a l'est de la Mediterrània, Anatòlia i Xipre.

## Cultiu i usos
Es reprodueix per llavors o per esqueixos semidurs, encara que no és fàcil. Tolera el fred i tot tipus de terres excepte calcaris. Cultiu al sol o a mitja ombra.

## Taxonomia
Arbutus × andrachnoides va ser descrita per Johann Heinrich Friedrich Link i publicat a Enumeratio Plantarum Horti Regii Berolinensis Altera 1: 395, a l'any 1821.
Etimologia
Arbutus: nom genèric llatí amb què es coneixia a l'arboç variant europea i mediterrània d'aquesta espècie.
× andrachnoides: epítet llatí que fa referència amb certa semblança a Arbutus andrachne, un dels seus progenitors.="arbolesornamentales"/>
Sinonímia
Els següents noms són sinònim d'Arbutus × andrachnoides:
- Arbutus × hybrida Ker Gawl. in Bot. Reg. 8: t. 619 (1822)
- Arbutus × serratifolia G.Lodd. in Bot. Cab. 6: t. 580 (1822), nom. illeg.